# Valmaior
Valmaior ist ein Dorf und eine ehemalige Gemeinde in Portugal.

## Geschichte
Funde belegen eine vorgeschichtliche Besiedlung, insbesondere die Mamoa de Açores, eine Mámoa aus der Kupfersteinzeit.
Die denkmalgeschützte Gemeindekirche Igreja Matriz de Santa Eulália stammt aus dem 18. Jahrhundert.
Mit der Gemeindereform 2013 wurde die Gemeinde Valmaior aufgelöst und mit der Ortsgemeinde der Kleinstadt Albergaria-a-Velha zu einer neuen Gemeinde zusammengefasst.

## Verwaltung
Valmaior war Sitz einer gleichnamigen Gemeinde (Freguesia) im Kreis (Concelho) von Albergaria-a-Velha im Distrikt Aveiro. Die Freguesia war 17,7 km² groß und hatte 2062 Einwohner (Stand 30. Juni 2011).
Folgende Ortschaften liegen im Gebiet der ehemaligen Gemeinde:
| - Açores - Cruzinha - Foz do Rio Mau - Igreja - Lameira - Lapa - Mouquim | - Póvoa - Quinta - Reguengo - Rendo - Santo António - Valmaior - Vila Nova dos Fusos |

Im Zuge der Gebietsreform vom 29. September 2013 wurden die Freguesias Valmaior und Albergaria-a-Velha zur neuen Freguesia Albergaria-a-Velha e Valmaior zusammengefasst.

## Söhne und Töchter des Orts
- Manuel Guimarães (1915–1975), neorealistisch beeinflusster Filmregisseur